# Тарусин, Иван Егорович
Иван Егорович Тарусин (1834, Дединово, Зарайский уезд, Рязанская губерния − 22 июня (4 июля) 1885, по другим сведениям 22 июля (3 августа) 1885 там же) — русский поэт-суриковец.
Родился в 1834 году в селе Дединово в крестьянской семье. Отец не пустил его учиться в сельскую школу, Иван самоучкой выучился грамоте.
В конце 1850-х годов он устроился в Москве в трактир половым (среди дединовцев этот промысел был распространён). Минуты отдыха посвящал чтению книг, писал стихи и рассказы. Познакомился с А. Н. Плещеевым, который одобрил его литературные опыты. В 1859 году открыл свой трактир в Коломне, но уже через год оставил его и уехал в Петербург. Более 10 лет служил там целовальником.
В Петербурге с рекомендательным письмом от Плещеева пришёл к поэту Льву Мею, подружился с ним, прислушивался к его советам. Первая публикация — стихотворение «Леший» (1864).
В начале 1870-х годов снова переехал в Москву. Вошёл в литературный кружок Ивана Сурикова.
В 1874 году перенёс удар паралича, в 1875 году вернулся в Дединово, но вскоре опять уехал в Москву, работал половым в трактире Сазонова. В начале 1880-х окончательно вернулся в родное село, где и умер 4 июля 1885 года.
Литературное наследие Тарусина преимущественно не сохранилось: бо́льшая часть сгорела при пожаре в квартире Сурикова в 1874 году, а рукописи, оставшиеся у родственников, безвозвратно затерялись.
В честь поэта названа одна из дединовских улиц.